# Basket Rimini 1983-1984
Questa voce raccoglie le informazioni riguardanti il Basket Rimini, sponsorizzato Marr, nelle competizioni ufficiali della stagione 1983-1984.

## Verdetti stagionali
- Campionato di Serie A2:
  - stagione regolare: 4º posto su 16 squadre (bilancio di 18 vittorie e 12 sconfitte);
    - promozione in Serie A1.
- Play-off di Serie A1: 
  - play-off: eliminazione agli ottavi di finale dalla Libertas Livorno (1-2).

## Stagione
È il primo anno in assoluto di Piero Pasini sulla panchina riminese.
L'8 aprile 1984 è una data storica per il Basket Rimini. La squadra, seguita da 18 pullman di tifosi riminesi giunti nella città lombarda, vince 68-74 sul campo dell'American Eagle Vigevano ed è promossa in Serie A1 (con una giornata di anticipo) per la prima volta nella storia del club.
Il campionato prevedeva la promozione in A1 per le prime quattro classificate, le quali avevano diritto a partecipare anche ai play-off scudetto. Negli ottavi di finale l'avversario è la Libertas Livorno, che si impone 2-1 nella serie.

## Roster

In piedi da sinistra: il coach Piero Pasini, Umberto Coppari, Gig Sims, Ernst Wansley, Stefano Brighi, Vinicio Mossali, Giorgio Ottaviani, il viceallenatore Luca Dalmonte.
Accosciati da sinistra: Giorgio Cecchini, Danilo Terenzi, Giampaolo Paci, Alessandro Angeli, Maurizio Benatti, Luca Ioli, il preparatore atletico Attilio Succi, il massaggiatore Adriano Angeli.

## Curiosità
Nel 2009, in occasione del 25º anniversario, un gruppo di tifosi ha organizzato una partita celebrativa al PalaFlaminio con i protagonisti dell'epoca, evento accompagnato dalla pubblicazione di un libro intitolato "I ragazzi che fecero l'impresa".